# Eugeniusz Żmijewski

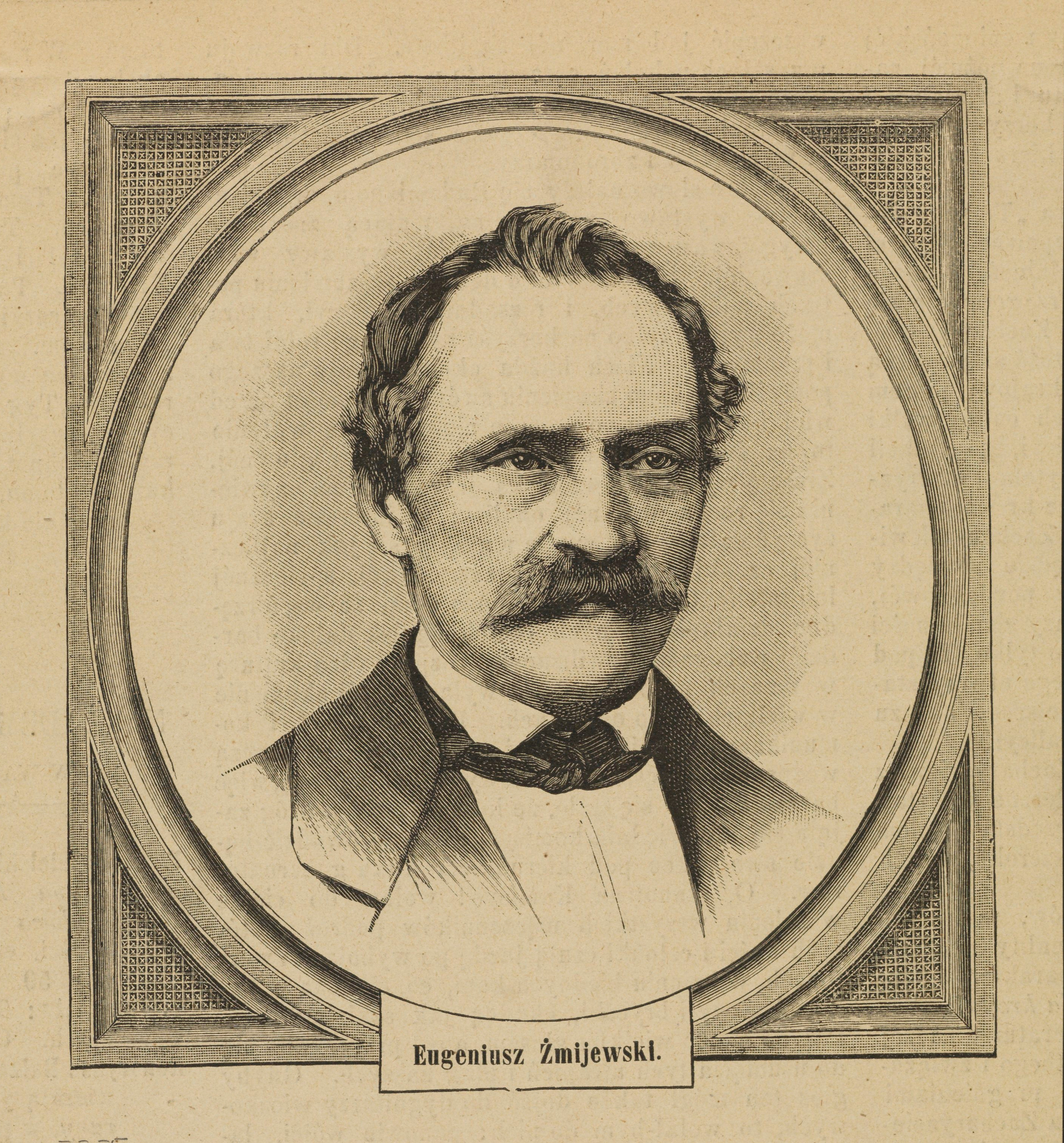
Eugeniusz Żmijewski

Eugeniusz Żmijewski (ur. 19 grudnia 1816 w Pułtusku, zm. 26 stycznia 1885 w Warszawie) – literat, agronom, zesłany na Syberię w latach 1839–1856. Był synem Feliksa Żmijewskiego i Karoliny z Broniewskich.
Pisał opowiadania i powieści oparte na wspomnieniach syberyjskich. Debiutował w 1858 r. w Gazecie Codziennej, ogłaszając Sceny z życia Koczującego będące kroniką podróży syberyjskich. Jego powieści historyczne i opowiadania drukowane były w czasopismach m.in. Tygodniku Powszechnym 1881, Bibliotece Warszawskiej 1883, Wieku 1883-85, Tygodniku Romansów i Powieści 1884-85. Publikował je najczęściej anonimowo lub pod pseudonimem Feliks Szreniawita.
Skazany w sprawie Konarskiego zesłaniem na Syberię.

## Twórczość
- Sceny z życia koczującego[3][4], Warszawa (1859-1862, T. 1-3).
- Z czarnej godziny : powieść z niedawnéj przeszłości[5], Warszawa, 1884

## Opracowania
- Słabczyński, Tadeusz i Wacław Słabczyński. 1992. Słownik podróżników polskich. Warszawa: Wiedza Powszechna.